# Delpini-Sulcic-Bes
Delpini-Sulcic-Bes fue un estudio de arquitectura argentino de la primera mitad del siglo XX.
Formado por el arquitecto esloveno Viktor Sulčič y el geómetra Raúl Bes en 1926, asociados para el concurso del nuevo Banco Hipotecario (Argentina) que se construiría en la Diagonal Sur de Buenos Aires, sumó al ingeniero José Luis Delpini ya que Sulčič no había realizado la homologación de su título para ejercer en la Argentina, y los planos del proyecto debieron ser firmados por Delpini.
Juntos, diseñaron dos obras icónicas en Buenos Aires durante la década de 1930: el nuevo Mercado de Abasto Proveedor en el barrio de Balvanera (inaugurado en 1934), que se destacó por su innovador diseño moderno, por el uso del hormigón armado para desarrollar bóvedas cubriendo grandes luces y otros materiales nuevos como el ladrillo de vidrio y accesorios como escaleras mecánicas; y el estadio del club Boca Juniors, conocido como La Bombonera por su forma e inaugurado en 1940.
Además, se conocen pocas obras del equipo: el Mercado Vélez Sársfield en dicho barrio de Buenos Aires, y un ecléctico edificio de departamentos en la esquina de las calles Venezuela y Piedras.
- Datos: Q5801985